# Академия Российская
Это статья об Академии Российской, занимавшейся русским языком в конце XVIII — середине XIX веков. Об Академии наук того же времени см. Петербургская Академия наук. О современной Российской академии наук см. Российская академия наук.
Академия Российская (Российская академия) — созданный в 1783 году Екатериной II и княгиней Екатериной Дашковой по образцу Французской академии центр (литературная академия) по изучению русского языка и словесности в Санкт-Петербурге.
Главным результатом деятельности этого продукта Русского Просвещения явилось издание Российского академического словаря. В 1841 году академия была преобразована во II Отделение Императорской Санкт-Петербургской Академии Наук. В период с 1815 по 1828 год в неопределенные сроки отдельными книжками издавались «Известия Российской Академии».

## Учреждение академии

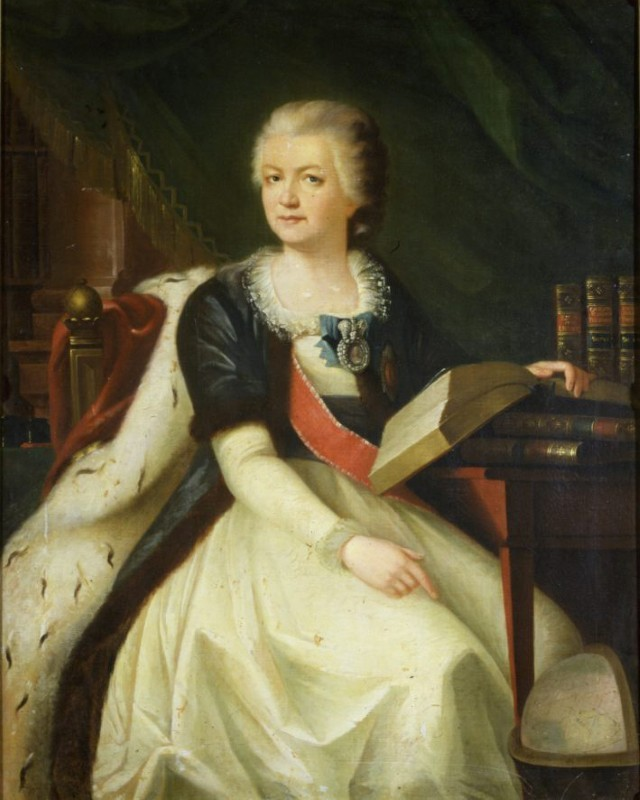
Портрет Е. Р. Дашковой

Императорская Российская Академия основана Екатериной II 30 сентября (11 октября) 1783 года по Именному, данному директору Санкт-Петербургской Академии Наук, княгине Дашковой указу «Об учреждении Российской Академии» для изучения филологических и других гуманитарных наук. По словам самой Е. Р. Дашковой, учреждению академии предшествовал следующий диалог:

«…Однажды я гуляла с императрицей по Царскосельскому саду. Речь зашла о красоте и богатстве русского языка. Я выразила моё удивление, почему государыня, способная оценить его достоинство и сама писатель, никогда не думала об основании Российской академии. Я заметила, что нужны только правила и хороший словарь, чтобы поставить наш язык в независимое положение от иностранных слов и выражений, не имеющих ни энергии, ни силы, свойственных нашему слову. 

— Я и сама удивляюсь, — сказала Екатерина, — почему эта мысль до сих пор не приведена в исполнение. Подобное учреждение для усовершенствования русского языка часто занимало меня, и я уже отдала приказание относительно его. 

— Это поистине удивительно, — продолжала я. — Ничего не может быть легче, как осуществить этот план. Образцов для него очень много, и вам остаётся только выбрать из них самый лучший. 

— Пожалуйста, представьте мне, княгиня, очерк какого-нибудь, — сказала императрица… 

— Этот труд невелик, государыня, и я постараюсь выполнить ваше желание как можно скорей. Но у меня нет нужных книг под рукой, и я убеждена, что кто-нибудь из ваших секретарей сделал бы это лучше моего. 

Императрица настаивала на своем желании, и я не сочла нужным возражать дальше. 

По возвращении домой вечером я стала рассуждать, как лучше исполнить это поручение, и начертила некоторый план, желая передать в нём идею будущего заведения. Я послала этот проект императрице, думая тем удовлетворить её желанию, но отнюдь не считая его достойным принятия и практического применения. К крайнему моему удивлению, Екатерина, лично возвратив мне этот наскоро набросанный план, утвердила его собственной подписью как вполне официальный документ и вместе с ним издала указ, определивший меня президентом новой академии».

Первым председателем была княгиня Дашкова, непременным секретарём — академик И. И. Лепёхин (1783—1802). По случаю открытия Академии её председатель, Е. Дашкова, произнесла речь, в которой говорилось:

«Учреждением сей императорской Российской академии предоставлено усовершить и возвеличить Слово наше…»

Устав («Краткое начертание Императорской Российской Академии») новоиспечённого учреждения гласил, что
Императорская Российская Академия долженствует иметь предметом своим вычищение и обогащение российского языка, общее установление употребления слов оного, свойственное оному витийство и стихотворение.

## История
Первоначально заседания академиков проводились в конференц-зале Петербургской академии наук, которой также руководила Е. Р. Дашкова, или в доме княгини Дашковой, пока правительством не были выделены 26000 рублей в 1786 году. На эти деньги у коммерции советника Татаринова в Московской части на берегу Фонтанки за Обуховским мостом было приобретено собственное здание. На 2670 рублей был устроен ремонт. По образцу Академии Платона при здании был разбит сад — Дашкова как президент Академии наук устроила там Ботанический сад Академии с теплицами и ещё двумя каменными зданиями (частью его является нынешний Измайловский сад). Но всё это было конфисковано в 1796 году после того, как Дашкова, уже фактически сосланная Екатериной в подмосковное имение в 1794 году за распространение идей, созвучных идеям Французской революции, издательствами руководимых ей академий (особенно за издание Дашковой трагедии «Вадим» Княжнина и «Жития Ушакова» Радищева), была репрессирована Павлом I за участие в «революции 1762 года» — свержении императора Петра III. Так как формально Дашкова оставалась председателем Российской академии и директором Академии наук, гнев Павла обрушился на Российскую академию и Ботанический сад при её здании. После свержения Павла I в 1802-04 гг. для размещения Российской Академии было выстроено уже другое отдельное здание на 1-й линии Васильевского острова. Через 10 лет оно было расширено по проекту В. П. Стасова.
Академия состояла из 60 членов. Учёные заседания происходили еженедельно, все присутствовавшие получали на память по серебряному жетону. Ежегодный бюджет составлял от 6 до 60 тысяч рублей (кроме времён правления Павла I, когда деньги не выделялись).

### Первые дела Академии
Всего через полтора месяца после учреждения академии на её заседании была предложена новая буква русского языка — Ё. Одновременно началась работа над «Словарём Академии Российской». В 1786—1797 годах с целью собрать в одно целое все как печатные, так и остававшиеся ещё в рукописях театральные пьесы, академия издала сборник «Российский театр, или Полное собрание всех российских театральных сочинений» в 43 частях.

### Академический словарь

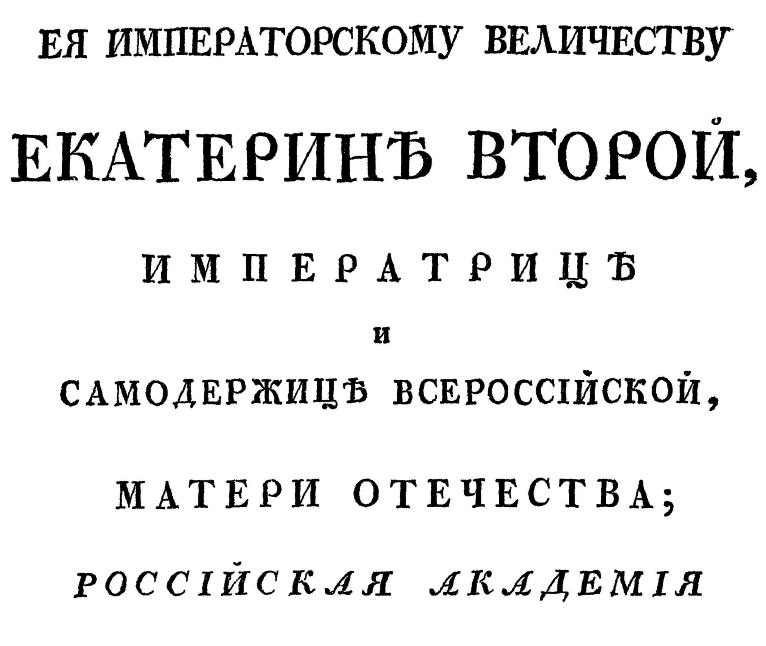
Посвящение в Словаре

Самым известным делом академии стало издание в 1789—1794 годах «Словаря Академии Российской, производным порядком расположенного» в 6 частях — первого толкового словаря русского языка, содержавшего 43 257 слов. Работа над словарём началась в 1783 году, и была завершена быстро, за 11 лет (Французская академия составляла свой первый словарь 60 лет). Второе издание, «Словарь Академии Российской, по азбучному порядку расположенный», выходило в 1806—1822 годах и включало 51 388 слов.
Словарь содержал элементы этимологического словаря: слова располагались по общему корню, образуя разветвлённые смысловые гнезда. По нему можно было определить, откуда произошло слово, кроме того, он включал множество новых слов в русском языке, введённых, например, Ломоносовым в науку.
Лично Дашкова собирала и объясняла слова на буквы Ц, Ш, Щ, а также слова, относящиеся к охоте, управлению государством, слова морально-нравственного оттенка. Слова на букву Г собирал адмирал И. Л. Голенищев-Кутузов; на букву Д — настоятель Исаакиевского собора прот. Г. М. Покорский; на букву Е, а также связанные со «звездословием» — астроном С. Я. Румовский; на букву Л — комедиограф Д. И. Фонвизин; на букву Т — крупный чиновник и поэт Г. Р. Державин; на букву Ю — граф А. С. Строганов; на букву Э — И. И. Шувалов. Всего в создании Словаря участвовали 35 академиков.
Императрица внимательно следила за работой над словарём. Узнав, что академики работают над буквой Н, она нетерпеливо воскликнула: «Всё Наш да Наш! когда же вы мне скажете: Ваш?». По окончании издания словаря императрица учредила специальные золотые медали для создателей. На большой медали с одной стороны было изображение Екатерины II, а с другой — её вензель и надпись: «Российскому слову отличную пользу принесшему». Карамзин удивлялся такому подвигу, каким он считал составление Академического словаря:

«Полный Словарь, изданный Академиею, принадлежит к числу тех феноменов, коими Россия удивляет внимательных иноземцев; наша, без сомнения, счастливая судьба во всех отношениях, есть какая-то необыкновенная скорость: мы зреем не веками, а десятилетиями».

### Академия при А. С. Шишкове
В XIX веке шла работа над «Словарём церковнославянского и русского языка», который был закончен и издан только в 1847 году, после присоединения Российской академии к Петербургской академии наук. Ему предшествовало издание в 1834 году «Общего церковнославяно-российского словаря» П. И. Соколова. В 1831 году была издана «Русская грамматика» А. Х. Востокова, а в 1835—1836 годах академией издан этимологический «Русско-французский словарь» Ф. Рейфа.
В 1820-х годах президент академии А. С. Шишков поставил задачу создания общеславянского словаря. Для этого он решил создать в Петербурге общую для всех славянских народов библиотеку, для которой начался планомерный сбор материалов в Польше, Сербии и Чехии. Академия установила контакт с зарубежными славистами: поляком С. Линде, чехами В. Ганкой, И. Юнгманом и Ф. Челаковским, сербом В. С. Караджичем, которые согласились помогать в формировании Славянской библиотеки. Их исследования получали постоянную финансовую помощь со стороны академии. Снаряжались и отечественные экспедиции в славянские земли: в 1830—1833 годах профинансирована поездка Ю. И. Венелина в Болгарию, в 1840 году — поездка Н. И. Надеждина в Венгрию и Сербию.
С середины 1830-х годов внимание академии обратилось к истории. Академия защищала подлинность рукописей, в которых сомневалась так называемая «скептическая школа» М. Т. Каченовского. Особое внимание академии привлекала сравнительная история славянских народов. В поисках древних упоминаний о славянах переводились византийские хроники Льва Диакона, Константина Багрянородного, Прокопия, Иоанна Кантакузина, Георгия Синкелла, Феофана Византийца.
В период президентства А. С. Шишкова Российская академия много занималась просветительством. Так, она приняла активное участие в организации публичных библиотек в 32 губернских городах. Академия поощряла труды провинциальных учёных и литераторов, ею были открыты такие имена, как П. М. Строев, И. Д. Ертов, Ф. Н. Слепушкин, М. Д. Суханов, Е. И. Алипанов, Е. Б. Кульман, Д. И. Онисимова, Е. Н. Шахова, А. И. Ишимова.

### Ликвидация академии
После смерти президента А. С. Шишкова Николай I подписал указ о присоединении Российской Академии к императорской Академии наук, и 19 октября 1841 года Академия превратилась во «второе» Отделение русского языка и словесности Императорской Санкт-Петербургской Академии Наук (всего в Академии наук стало три отделения). Число академиков от Российской Академии было сокращено до 16 (другие источники прибавляют ещё 4 адъюнкта и получают 20 членов Отделения), остальные 35 академиков стали почётными членами Академии наук.

## Председатели и президенты
До 1818 года во главе Императорской Российской Академии стоял «председатель»; обновлённый устав 1818 года ввёл должность «президента».
- 1783—1796 — Екатерина Дашкова (одновременно, директор Санкт-Петербургской Императорской Академии наук; с 12 августа 1794 года, когда Дашкова была уволена в отпуск, до 12 ноября 1796 года, когда она была уволена от дел вовсе, её должность исправлял П. П. Бакунин)
- 1796—1801 — Павел Бакунин (одновременно директор Санкт-Петербургской Императорской Академии наук — по 1798 год). Источники называют П. П. Бакунина «управляющим»[14], а не председателем или президентом. Некоторые источники ошибочно указывают П. В. Бакунина, который к тому времени уже скончался.
- С 1801 по 2(14).04.1813 — Андрей Нартов
- С 29.05.1813 по 9(21).04.1841 — Александр Шишков.

## Академики
За всё время существования академии в её составе было 187 членов. Среди них преобладали литераторы, однако встречались и учёные или государственные деятели. Так, в списке академиков XVIII века имена литераторов Д. И. Фонвизина, Г. Р. Державина, М. М. Щербатова соседствуют с именами князя Г. А. Потёмкина, канцлера А. А. Безбородко, известных меценатов И. И. Шувалова и А. С. Строганова. А в XIX веке среди академиков литераторы
А. С. Пушкин, Н. М. Карамзин, В. А. Жуковский перемежаются графом М. М. Сперанским, адмиралом Н. С. Мордвиновым или генералом А. П. Ермоловым.
Членами Российской академии были все президенты Петербургской академии наук периода 1803—1864 годов: Н. Н. Новосильцев, С. С. Уваров, Д. Н. Блудов.
После присоединения Российской академии к Петербургской академии наук в 1841 году действительными членами последней стали академики:
1. Арсеньев, Константин Иванович
2. Бутков, Пётр Григорьевич
3. Востоков, Александр Христофорович
4. Вяземский, Пётр Андреевич
5. Жуковский, Василий Андреевич
6. Иннокентий (Борисов)
7. Каченовский, Михаил Трофимович
8. Крылов, Иван Андреевич
9. Михайловский-Данилевский, Александр Иванович
10. Панаев, Владимир Иванович
11. Погодин, Михаил Петрович
12. Филарет (Дроздов)
13. Ширинский-Шихматов, Платон Александрович
14. Языков, Дмитрий Иванович

## Адреса в Петербурге

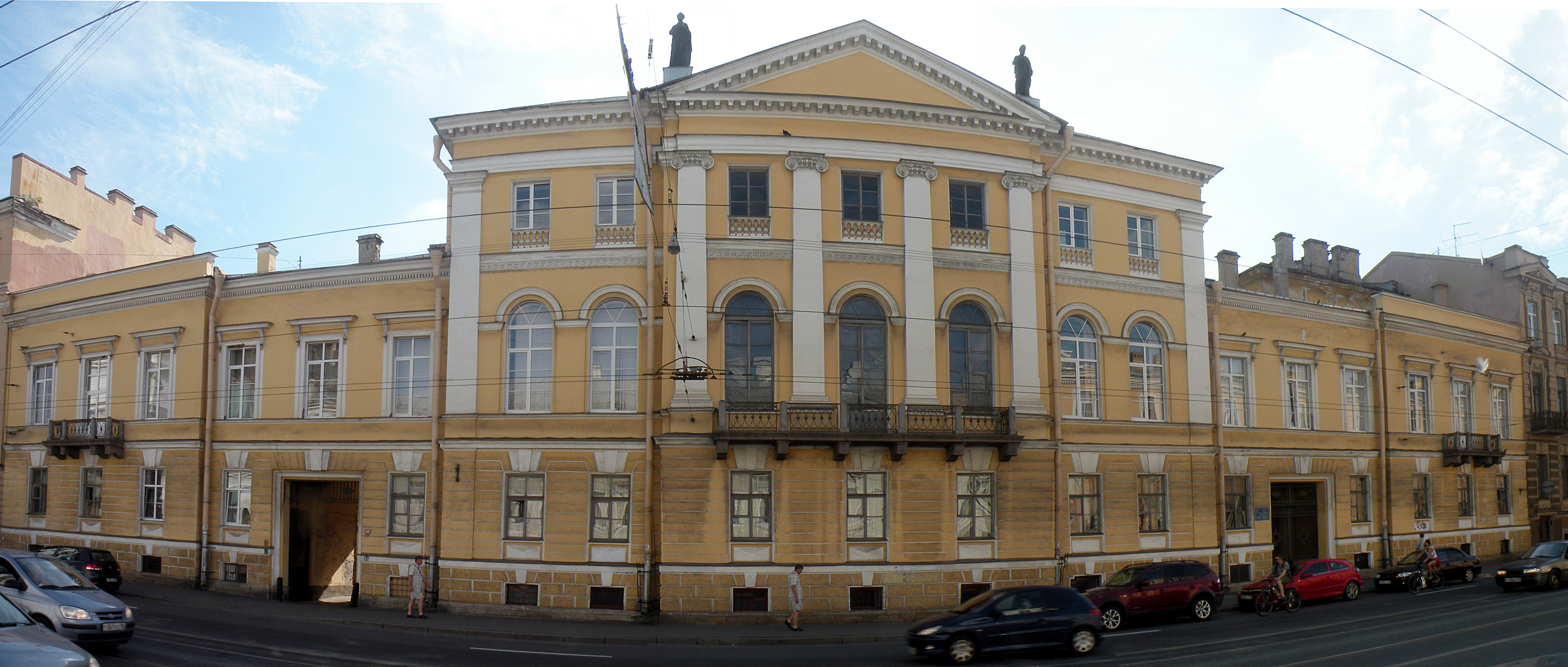
Здание на Васильевском острове

- Дом Дашковой на Петергофской дороге (ныне проспект Стачек, дом № 45)
- Дом Татаринова на набережной реки Фонтанки, дом № 112
- 1-я линия Васильевского острова, дом № 52. XIX век, архитекторы Михайлов А. А. 2-й, Стасов В. П., Майер Х. Ф[15]. Памятник архитектуры федерального значения. После слияния Академии Российской и Академии наук в здании разместили Римско-католическую духовную академию с домовой часовней святого ученого Иоанна Кантия, готовившую католическое духовенство для всей России до 1918 года; для этого учебного заведения здание было надстроено и реконструировано[8] После революции там располагались в основном отдельные учебные заведения[16], а потом подразделения ставшего единым городского педагогического института имени Герцена, и с начала 1990-х гг. в здании расположены филологический факультет и другие подразделения РГПУ (Российский государственный педагогический университет имени А. И. Герцена), и традиции филологических и педагогических изысканий в здании живут почти непрерывно с его постройки[17].